# ペレズ・ジョバンニ
ペレズ・ジョバンニ（Perez Giovanni、1992年9月1日-）はアメリカ合衆国出身の運営ディレクター/GM補佐である。B.LEAGUEの京都ハンナリーズに所属。愛称はジオ。

## 経歴
2021年8月2日、青森ワッツと新規通訳契約を締結。
2022年6月1日、熊本ヴォルターズと新規通訳契約を締結。のちアシスタントゼネラルマネージャーおよびコミュニケーションディレクターを兼任。
2023年5月29日、熊本と契約満了および退団。
同年6月21日、京都ハンナリーズと新規運営ディレクターおよびGM補佐契約を締結。「チームとフロントスタッフのコミュニケーション力を強くし、バスケ運営がスムーズになるようベストを尽くす」とした。
- 2010年 - 2014年　カリフォルニア大学日本人留学生プログラムコーディネーター
- 2014年 - 2019年　つがる市教育委員会：ALT
- 2018年 -　一般社団法人青森市国際交流協会：通訳・翻訳
- 2019年 - 2021年　株式会社百戦錬磨：インバウンドマーケティング・通訳・翻訳・観光案内
- 2021年-　NPO法人プラットフォームあおもり：通訳・翻訳・地域創生